# Karruacris browni
Karruacris browni är en insektsart som beskrevs av Vitaly Michailovitsh Dirsh 1958. Karruacris browni ingår i släktet Karruacris och familjen Lentulidae. Inga underarter finns listade i Catalogue of Life.